# 第五巡防艦分艦隊
第五巡防艦分艦隊（5th Frigate Squadron (United Kingdom)）是英國皇家海軍一支存在於1946年8月至1980年12月的分艦隊。

## 歷史
第五巡防艦分艦隊所屬艦隻包括：湖級巡防艦、15型巡防艦、惠特比級巡防艦、羅斯賽級巡防艦以及利安德級巡防艦。第五巡防艦分艦隊的艦隻參加了第二次以阿戰爭、銀禧艦隊閱兵式和福克蘭戰爭。

## 1977年銀禧
在1977年6月24日至29日的銀禧艦隊閱兵式上，第五巡防艦分艦隊出動的艦隻如下：
HMS赫敏號。
HMS伯明翰號。
HMS努比亞號。